# Thomas Galbraith (1er baron Strathclyde)
Thomas Dunlop Galbraith (20 mars 1891 - 12 juillet 1985) est un homme politique du Parti conservateur écossais.
Après avoir servi dans la Royal Navy, il est devenu Expert-comptable et exerce de 1925 à 1970. Il est élevé à la pairie en 1955 en tant que Lord Strathclyde (de Barskimming dans le comté d'Ayr). Comme son fils aîné, Sir Tam Galbraith, est décédé en 1982, la baronnie passe à son petit-fils Thomas Galbraith (2e baron Strathclyde).

## Jeunesse et éducation
Galbraith est né dans le clan Galbraith, dont les origines remontent au laird du XIIe siècle Gilchrist Bretnach, ancêtre du roi George Ier. Il est l'un des huit enfants du chirurgien William Brodie Galbraith (1855-1942) et Annie Jack Dunlop (sœur de Sir Thomas Dunlop, 1er baronnet). Il a un frère aîné, Walter, et des frères cadets William, David, Norman, Robert et Alexander, et une sœur cadette, Annie.
Il fait ses études à la Glasgow Academy ; Eastman's, Southsea ; Royal Naval College, Osborne et Royal Naval College, Dartmouth.

## Marine royale
Galbraith rejoint la Royal Navy en 1903. Il est promu lieutenant en 1913 et sert à bord des cuirassés HMS Audacious (1869) et HMS Queen Elizabeth (1913) pendant la Première Guerre mondiale. Trois de ses jeunes frères sont tués pendant la guerre alors qu'ils servent dans le Highland Light Infantry : le capitaine William Brodie Galbraith (1892-1915), David Boyd Galbraith (1894-1915) et Norman Dunlop Galbraith (1896-1918). Il quitte la Royal Navy en 1922 et prend officiellement sa retraite en 1925}.
Lorsque la Seconde Guerre mondiale commence, Galbraith rejoint le Scottish Naval Command. Il est ensuite envoyé à Washington, DC pour représenter l'Amirauté, qui négociait des fournitures avant la promulgation du prêt-bail en 1941.

## Carrière politique
Il commence sa carrière politique comme conseiller de Glasgow Corporation de 1933 à 1940. Pendant une partie de cette période, il est vice-président du Parti progressiste. Il est député de Glasgow Pollok de 1940 à 1955, étant à l'origine élu lors d'une élection partielle, puis aux Élections générales britanniques de 1945, 1950 et 1951. Il est sous-secrétaire d'État à l'Écosse dans le gouvernement intérimaire de Winston Churchill de mai à juillet 1945.
Il est devenu pair le 4 mai 1955, peu avant les élections générales de 1955, et est ministre d'État au Scottish Office jusqu'en 1958. En 1964, il est président du North of Scotland Hydro-Electric Board.

## Mariage et enfants
Le 2 décembre 1915, il épouse Ida Jane Galloway, fille de Thomas Galloway d'Auchendrane House, Ayrshire. Ils ont sept enfants, dont cinq servent dans la Royal Navy. Leur deuxième fils est tué pendant la Seconde Guerre mondiale dans la Manche alors qu'il était capitaine du chasseur de sous-marins français Chasseur 6 qui a été touché par un torpilleur allemand.
- Tam Galbraith (10 mars 1917-2 janvier 1982)
  - Thomas Galbraith (2e baron Strathclyde)
- William Brodie Galloway Galbraith RN (20 septembre 1918 - KIA 12 octobre 1940)
- James Muir Galloway Galbraith CBE FRICS (27 septembre 1920 - 4 octobre 2003)
- Ida Jean Galloway Galbraith (21 janvier 1922 - 9 février 2018)
- Norman Dunlop Galloway Galbraith (24 janvier 1925-24 juin 2013)
- David Muir Galloway Galbraith (8 mars 1928 - 12 août 2006)
- Heather Margaret Anne Galloway Galbraith (née le 27 février 1930)

La baronne Ida Strathclyde est décédée en juin 1985. Un mois plus tard, Strathclyde est décédé dans son domaine de Barskimming, à Mauchline, Ayrshire, en 1985, et la baronnie passe à son petit-fils.